# Kalinovik
Kalinovik (serbiska: Калиновик) är en ort i Bosnien och Hercegovina.   Den ligger i entiteten Republika Srpska, i den sydöstra delen av landet, 40 km söder om huvudstaden Sarajevo. Kalinovik ligger 1 078 meter över havet och antalet invånare är 2 240.